# Brandon Carlo
Brandon Carlo (Colorado Springs, Colorado, 26 de noviembre de 1996), apodado Brando, es un jugador profesional estadounidense de hockey sobre hielo que se desempeña en la posición de defensor derecho en Boston Bruins, equipo de la National Hockey League (NHL).

## Carrera
Fue seleccionado en la segunda ronda en la NHL Entry Draft de 2015. En 2016 hizo su debut profesional con el equipo Boston Bruins, donde lleva jugando ocho temporadas.